# サレット酸化
サレット酸化（サレットさんか、Sarett oxidation）は、無水クロム酸とピリジン溶液を使って、アルコールをケトンまたはアルデヒドに酸化する化学反応である。1953年にL. H. Sarettらによって報告された酸化反応で、ピリジンの配位によって無水クロム酸の酸化力が低下して過剰な反応が抑えられる。 第2級アルコールからケトンへの酸化反応に利用される。通常の第1級アルコールからアルデヒドへの酸化の収率は低いことが多く、カルボン酸への酸化も目的物がピリジンと塩を形成して回収が困難となる欠点がある。 しかし第1級アリルアルコールや第1級ベンジルアルコールのアルデヒドへの酸化は収率が比較的良いことが多い。

## 実験操作
この反応を行う場合は必ず過剰のピリジンに無水クロム酸を少しずつ加えていく。逆に加えたり、一度に多くの量を加えたりすると爆発する危険がある。